# Карољ Сањо
Карољ Сањо (мађ. Szanyó Károly; Будимпешта, 10. новембар 1973) је мађарски бивши професионални фудбалер и менаџер. Био је члан репрезентације Мађарске која је стигла до финалног фудбалског турнира Летњих олимпијских игара 1996. у Атланти, Сједињене Државе.Био је тренер Вашаша из Будимпеште у периоду од 2014. до 2015. и од 2018. до 2019. године

## Каријера

### Клуб
Иако је одрастао у Ференцварошу, делу Будимпеште где је игра ФК Ференцварош, и даље је играо за Ујпешт у највишој мађарској лиги. Са изузетком два кратка одласка, остао је са љубичасто-белима до 1999. године, са којима је освојио титулу првака. Такође је играо фудбал у Аустрији и Израелу, а затим се вратио у Ђер 2001. године. Провео је две успешне сезоне у ЕТО-у, али иако се вратио у Ујпешт, није успео да поново постане стандардни члан прве екипе. Играо је за Вашаш у сезони 2004/05, окончавши своју врхунску каријеру са само 32 године.

### Репрезентација
Био је члан тима који је учествовао на Олимпијским играма у Атланти 1996. Мађарска репрезентација је играла у групи Д, у групној фази, и завршиле је као последња, четврта. Одиграли су три утакмице и дали три гола а примили седам. На крајњој табели турнира такође су завршили као задњи, шеснаести, иза репрезентација Туниса и Саудијске Арабије

## Достигнућа

### Клуб
Ујпешт
- НБ I шампион:
  - шампион: 1997/98
  - другопласирани: 1994/95, 1996/97, 2003/04
  - трећепласирани: 1995/96,  1998/99
- Куп Мађарске: 
  - финалиста: 1997/98